# Venturia macilenta
Venturia macilenta är en stekelart som först beskrevs av Cresson 1874.  Venturia macilenta ingår i släktet Venturia och familjen brokparasitsteklar. Inga underarter finns listade i Catalogue of Life.